# Hans Schlarmann
Hans Schlarmann (* 18. Oktober 1950; † 18. Januar 2017) war ein deutscher Jurist.

## Leben
Schlarmann studierte Rechtswissenschaften in München, Bochum, Freiburg, Genf und wurde 1980 in Münster promoviert. Er war seit 1978 als Rechtsanwalt und Fachanwalt für Verwaltungsrecht tätig und seit 1984 Partner der Rechtsanwaltskanzlei Gleiss Lutz. Zudem war er Richter am Richterdienstgerichtshof Baden-Württemberg.
Er lehrte seit 2007 als Honorarprofessor Öffentliches Recht, Verwaltungsrecht und Immobilienrecht an der Universität Hohenheim. Schlarmann war Mitglied des Forschungszentrums Umweltrecht an der Humboldt-Universität zu Berlin sowie der Gesellschaft für Umweltrecht (GfU), der Deutschen Gesellschaft für Baurecht und des Arbeitskreises „Straßenrecht“ an der Universität Bonn.
Er war von 1998 bis 2002 Aufsichtsratsmitglied bei Hornbach Baumarkt AG und Berater der Hornbach Holding.
Seit 1969 war er Mitglied der katholischen Studentenverbindung  KDStV Tuiskonia München im CV.

## Veröffentlichungen
- Mit Werner Hoppe und Reimar Buchner: 	Rechtsschutz bei der Planung von Straßen und anderen Verkehrsanlagen, 3. Auflage, C.H. Beck, München 2001, ISBN 978-3-406-45708-1
- Mit Werner Hoppe: 	Die planerische Vorhabengenehmigung : zu Problemen bei ihrer Anwendung auf die Planung von Verkehrsvorhaben, Heymann Verlag, Köln/Berlin/Bonn/München 2000, ISBN 978-3-452-24422-2
- Mit Wilfried Erbguth: Zur Durchsetzung von Umweltbelangen im Bereich der räumlichen Planung, Institut für Siedlungs- und Wohnungswesen, Münster 1982, ISBN 978-3-88497-026-3
- Rechtsstaat und Planung, Springer Verlag, Wien/New York 1982, ISBN 978-3-211-81700-1